# Авор
Авор (фр. Avord) насеље је и општина у централној Француској у региону Центар (регион), у департману Шер која припада префектури Бурж.
По подацима из 2011. године у општини је живело 2.765 становника, а густина насељености је износила 98,82 становника/km². Општина се простире на површини од 27,98 km². Налази се на средњој надморској висини од 173 метара (максималној 196 m, а минималној 147 m).

## Демографија
| 1962. | 1968. | 1975. | 1982. | 1990. | 1999. | 2011. |
| ----- | ----- | ----- | ----- | ----- | ----- | ----- |
| 1.908 | 2.132 | 2.350 | 2.492 | 2.079 | 2.334 | 2.765 |

График промене броја становника у току последњих година